# تاكايوكي غوتو
تاكايوكي غوتو (باليابانية: 後藤 隆幸) رسام رسوم متحركة ومخرج رسوم متحركة ومصمم شخصيات ياباني. ونائب رئيس ستديو برودكشن آي جي.
ولد في محافظة أكيتا يوم 7 آب 1960.

## أعماله

### مسلسلات
- بيل وسيباستيان (1981)
- فوتون زيليون الأحمر (1987) - تصميم الشخصيات، مخرج الرسوم المتحركة.
- أنا وأخي (1996) - تصميم الشخصيات، مخرج الرسوم المتحركة.
- هنتر × هنتر (1999) - تصميم الشخصيات.
- بارابا ذا رابر (2001-2002) - تصميم الشخصيات، مخرج الرسوم المتحركة.
- غوست إن ذا شيل: معقد وحيد (2002) - مخرج الرسوم المتحركة.
- غوست إن ذا شيل: معقد وحيد جزء الثاني (2004) - تصميم الشخصيات، مخرج الرسوم المتحركة.
- غوست إن ذا شيل: معقد وحيد - مجتمع الدولة القوية (2006) - تصميم الشخصيات، مخرج الرسوم المتحركة.
- بلود سي (2011) - مخرج الرسوم المتحركة العام.
- سفينة الفضاء ياماتو 2199 (2013) - مخرج الرسوم المتحركة العام.
- حرب الكواكب (2018) - مخرج الرسوم المتحركة، مخرج الرسوم المتحركة العام.

### أفلام
- نهاية إيفانجيليون (1997) - الرسوم.
- إكس إكس إكس هوليك (2005) - الرسوم.
- عدن الشرق (2009-2010) - مخرج الرسوم المتحركة.